# Глусский замок
Глусский замок (бел. Глускі замак) — деревянное оборонительное сооружение, существовавшее в Глуске Дубровицком (совр. посёлок Глуск Могилёвской области Белоруссии), во второй половине XVII века перестроенное в бастионный замок.

## Деревянный замок
Деревянный замок был построен в начале XVI века Юрием Гольшанским-Дубровицким.Эта крепость была расположена на возвышенности на правом берегу реки Птичь, имела две башни, въездную башню-ворота с подъемным мостом и небольшие ворота, дающие выход к реке. Башни и ворота соединялись стенами-городнями. По сведениям грамоты 1571 года, в замке была одна железная пушка, гаковницы, ручницы, различные доспехи, порох, селитра и другие припасы. Первоначально замком владели князья Заславские и Чарторыйские. В 1581 году Заславские продали свою половину Чарторыйским за 50 тысяч злотых. В 1621 году Михаил Ежи Чарторыйский продал часть своих глусских владений Константину Полубинскому. В 1646 году замок унаследовал его сын Александр-Гилярий.

## Бастионный замок
В ходе русско-польской войны в марте 1655 года деревянный замок был сожжен казаками Ивана Золотаренко. После этого местечко и замок неоднократно освобождались от налогов, чтобы ускорить восстановление важной цитадели в системе обороны Речи Посполитой. Согласно привилея 1667 года на территории замчища было выделено место для костёла, монастыря и сада бернардинцев. В результате в начале 1670-х годов в Глуске была построена бастионная крепость и костёл, расположенный внутри неё.
Были возведены валы высотой 5-7 метров и пять бастионов, окруженных рвом, наполненным водой из реки Птичь. Внутри валов бастионы соединялись подземным ходом, по которому можно было безопасно перемещаться во время обстрелов. Вход в замок представлял собой трехъярусную каменную башню-браму с воротами, обитыми железными полосами, решёткой-герсой и подъёмным мостом.
На втором ярусе башни были 4 бойницы, на третьем — 3 и круговая боевая галерея. Справа к воротам примыкала гарнизонная казарма, слева — кордегардия с бойницами, приспособленная для круговой обороны. В источниках XVII века упоминается, что у замка были ещё одни ворота — «Водные», представляющие собой двухъярусную башню, размещавшуюся, видимо, в одной из куртин со стороны реки. Внутри крепости размещались монастырь, дворец, цейхгауз, жилой дом, различные хозяйственные постройки. Также в цитадели имелся подземный ход, который начинался, по-видимому, от дворца и костёла, шёл к воротам и выходил на поверхность во рву за западной куртиной.

## Современное состояние
До наших дней сохранились замковые валы и остатки бастионов. С 1996 года археологические исследования систематично проводятся под руководством И. В. Ганецкой.

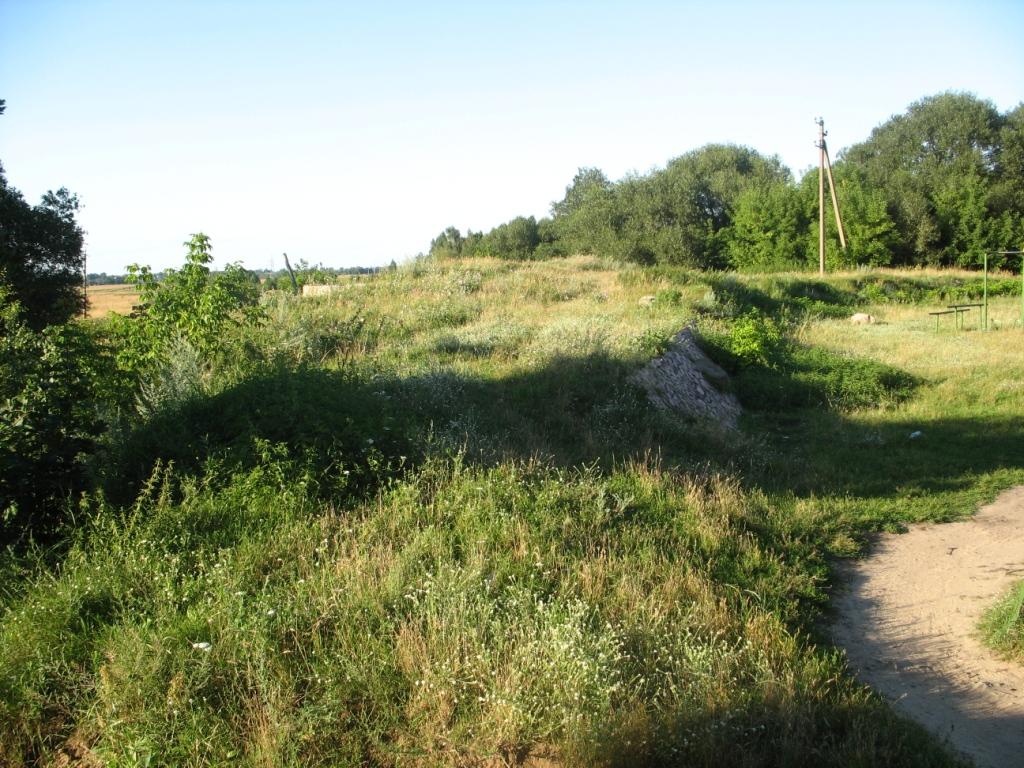
Фрагменты северного бастиона
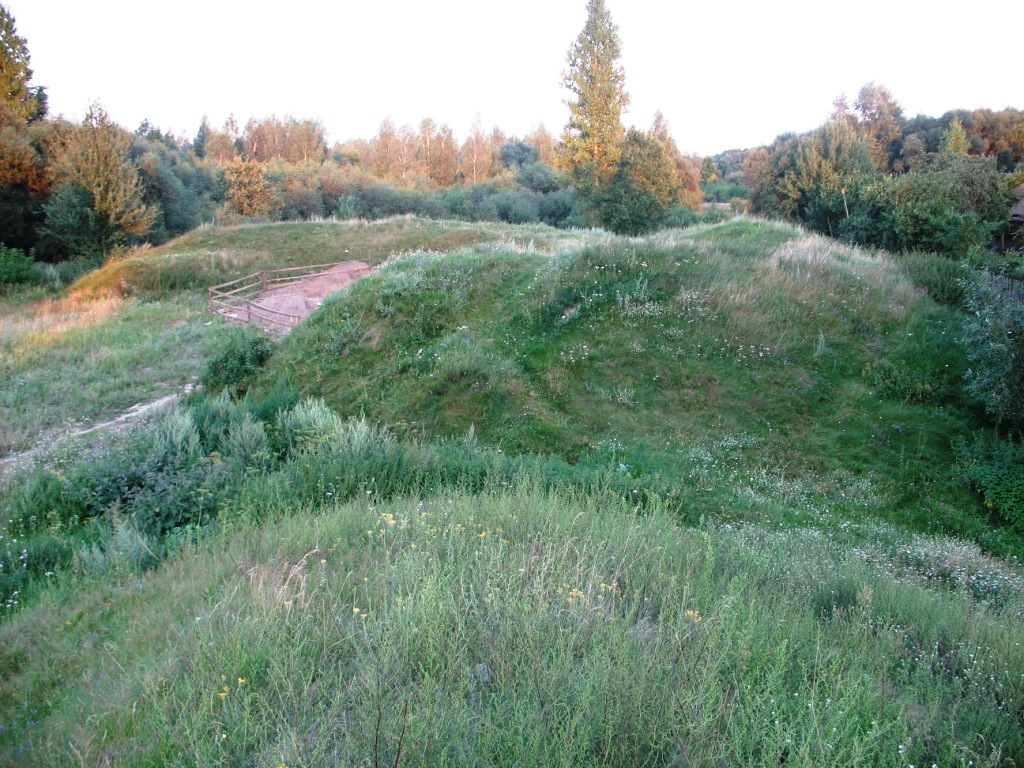
Южный бастион
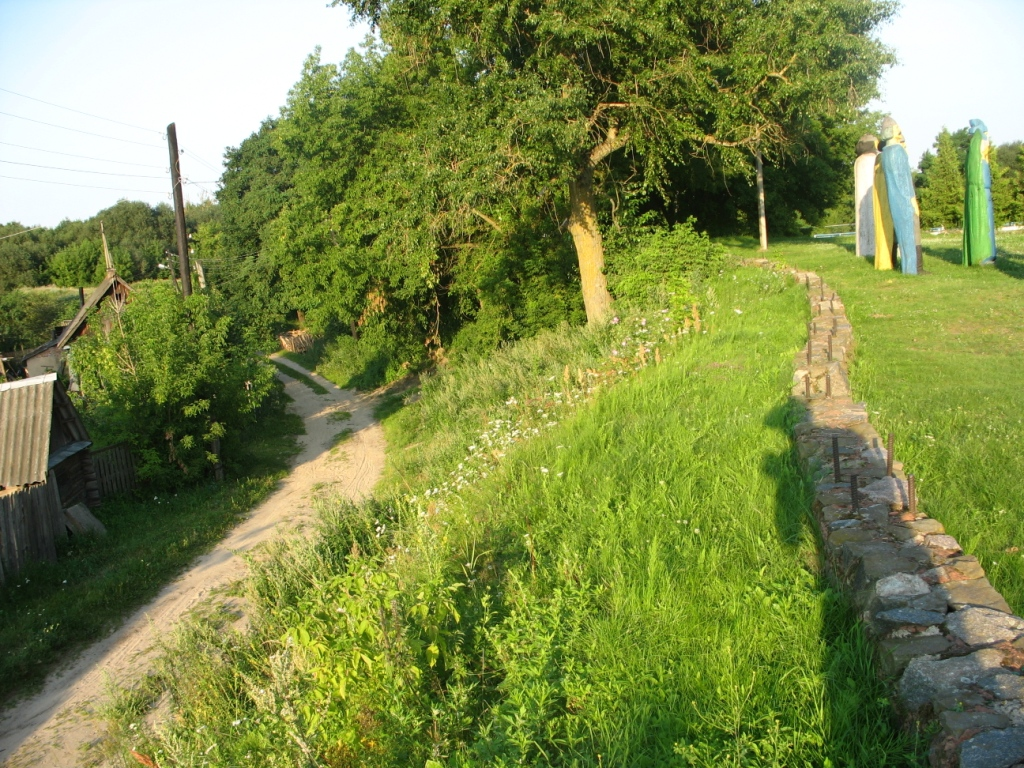
Северный вал-куртина